# Diseño de fármaco
El diseño de fármacos es la forma de encontrar medicamentos mediante 
diseños basados en sus acciones biológicas. El objetivo {destino} de 
un fármaco típicamente es una molécula clave; o una vía metabólica particular, la cual es específica de una enfermedad o patología; o apunta a la contagiosidad o a la supervivencia de un microbio patógeno.
Algunos métodos procuran detener el funcionamiento de una ruta 
metabólica enferma haciendo que una molécula clave deje de funcionar. 
Los fármacos pueden ser diseñados para unirse a la región activa de 
una molécula específica e inhibirla. Pero, además, estos fármacos también tienen que ser diseñados de tal manera que no afecten ninguna otra molécula importante que pueda tener una apariencia similar a la 
molécula clave. Frecuentemente se usan similitudes en la secuencias {moleculares} para identificar tales riesgos.
Otras formas de abordarlo pueden ser el potenciar la vía normal 
estimulando moléculas específicas en las vías metabólicas 
normales que pudieran haber sido afectadas con la enfermedad.
La estructura de la molécula de un fármaco que puede interactuar 
específicamente con las biomoléculas se puede modelar usando 
herramientas computacionales. Estas herramientas pueden permitir que 
una molécula de droga sea construida dentro de la biomolécula usando 
lo que se conoce de su estructura y de la naturaleza de su sitio 
activo. La construcción de una molécula de fármaco se puede hacer desde dentro hacia fuera o desde afuera hacia dentro, dependiendo de si eligen primero el núcleo o a los grupos R. Sin embargo, muchos de estos enfoques están plagados de los problemas prácticos de la síntesis química.
Enfoques más recientes también han sugerido el uso de moléculas 
de fármaco grandes y de naturaleza proteica en lugar de moléculas 
pequeñas. Asimismo, ha habido sugerencias para fabricarlos usando ARNm (Ácido Ribonucléico mitocondrial) {en inglés: mRNA}. El silenciamiento de genes puede también tener usos terapéuticos.

## Diseño racional de fármacos
A diferencia del método histórico de descubrimiento de medicamentos mediante ensayo y error probando  sustancias químicas en animales, y la comparación de los aparentes efectos de los tratamientos; el 
diseño racional de una droga comienza con el conocimiento de las
respuestas químicas específicas en el cuerpo o en el organismo destino, y la adaptación de combinaciones de estos para adaptarse a un perfil terapéutico.
Un importante caso de estudio en el diseño racional de fármacos es imatinib, un inhibidor de la tirosin-kinasa {tyrosine kinase} diseñado específicamente para la proteína de fusión bcr-abl {bcr-abl fusion protein} que es característica de las leucemias con presencia del cromosoma Filadelfia (leucemia mieloide crónica y ocasionalmente la leucemia linfocítica aguda). El Imatinib difiere fundamentalmente de otros medicamentos anticancerosos anteriores en que la mayor parte de esos agentes quimioterapéuticos simplemente apunta hacia las células de rápida multiplicación, y no diferencian entre células cancerosas y células sanas de otros tejidos.

## Algunos fármacos de diseño
- Cimetidina, el prototipo de agonista del receptor H2 a partir del cual se desarrollaron los miembros posteriores de esta clase.
- Inhibidores selectivos de la COX-2. En la clase de los Antiinflamatorios no esteroidales (AINE) {en inglés: NSAIDs}
- ISRS, (inhibidores selectivos de la recaptación de serotonina) {en inglés: SSRIs selective serotonin reuptake inhibitors), una clase de antidepresivos.
- Zanamivir, un medicamento antiviral.
- Enfuvirtide, un péptido inhibidor de la entrada del VIH {en inglés: HIV}